# トレインスポッティング
『トレインスポッティング』（Trainspotting）は、1996年製作のイギリス映画。ダニー・ボイル監督作品。R-15指定。

## 概要
アーヴィン・ウェルシュの同名小説の映画化。スコットランドを舞台に、ヘロイン中毒の若者達の日常が斬新な映像感覚で生々しく描かれている。本国イギリスを中心とするヨーロッパはもとより、アメリカ、日本でも大ヒットとなった。当時まだ無名だったユアン・マクレガーの出世作でもある。なお、原作者のアーヴィン・ウェルシュも端役で出演している。印象的な蛍光オレンジのポスターも若者を中心に人気を集めた。
スティーヴン・ジェイ・シュナイダーの『死ぬまでに観たい映画1001本』に掲載されている。

## ストーリー

### 薬物に溺れる日々
主人公であるレントンはスコットランド・エディンバラに住むヘロイン中毒の若い男性である。
彼には友達がいて、007 などの映画オタクでヘロイン中毒のシック・ボーイ、同じくヘロイン中毒で人がいいスパッド、
麻薬はやらないがアルコール中毒で非常に暴力的なベグビー、そしてスポーツ万能で彼女がいる「普通」なトミーとよくつるんでいる。
ある日レントン、シック・ボーイ、スパッドは麻薬をやめるよう試みる。
レントンはトミーと彼の恋人の自家製ポルノビデオを偽って借りる。それを見たレントンは異性との関係が自分の人生には足りてないと感じた。
クラブに行ったレントンはダイアンに一目惚れして声をかける。一夜を過ごした翌朝彼女がまだ学生と知り、レントンは犯罪者となるのを恐れて彼女と距離をとる。
一方でスパッドは恋人との最初の夜で失態を犯す。
そうしたうまくいかない現実への対応として彼らは再び麻薬を使い始める。
また、トミーはレントンがビデオを借りたことがきっかけとなって恋人と別れた。失恋をきっかけにトミーは麻薬を使い始める。
ある日レントンたちが麻薬に夢中になっている間に麻薬仲間アリソンの幼い子供が死んでしまった。
これ以降、レントン、シック・ボーイ、スパッドは麻薬に以前よりのめりこみ、麻薬のためには万引きなどの犯罪も躊躇しなくなった。
そして万引きが原因でレントンとスパッドは警察に捕まり、薬物使用に関してレントンは執行猶予付きの判決、スパッドは6か月の実刑となった。

### 薬物依存からの脱却
執行猶予の判決を受けたことをきっかけにしてレントンは自ら薬物依存の治療を試みる。
しかし禁断症状に耐えられず麻薬を使ってしまう。その際に昏睡状態となったため病院に運び込まれる。
この事態を見たレントンの両親は、彼の自室に鍵をかけて閉じ込める強引な方法で薬物依存の治療を開始する。
禁断症状は重く、薬仲間アリソンの幼い子供の死をはじめとした過去のつらい出来事や、エイズへの恐怖からの幻覚などに苦しむ。
レントンは最終的に薬物依存を克服する。また当時猛威を振るっていたエイズに罹患していないことが検査の結果分かり安堵した。
一方でトミーは薬物依存が続いており、またエイズに感染していた。

### ロンドンでの生活と二人の友人
麻薬がない生活はレントンの日常を憂鬱なものにした。
以前知り合ったダイアンに薬物治療で家にこもっている間に時代に取り残されていることを指摘されて、彼は働くことを決意する。
彼は一人ロンドンへ移住し不動産賃貸の会社に勤め始める。好景気だったこともあり仕事はうまく行き普通の生活を送る満足感を感じていた。
ある日強盗をして指名手配の身となっているベグビーがレントンの元を訪ね居候を始める。
指名手配中で外に出られないベグビーのためにレントンは食事・タバコ等を買い出しに行く生活が始まる。
さらにシック・ボーイがレントンの部屋に居候を始める。
彼はほとんど仕事をせずにお金に困っていて、レントンの所持品を売れないか物色しテレビを実際にレンタルという形で手放した。
耐えかねたレントンは勤める会社が貸出先を探している物件に二人を住まわせる。
このことが会社にばれたレントンはその会社を解雇される。この件に加えトミーが亡くなり葬式があったため、地元であるエディンバラに戻った。

### 取引と裏切り
トミーの葬式が終わった後に、ベグビー、シック・ボーイ、スパッドの3人が転売のためのおよそ2キログラムという大量の麻薬を買うために資金を出すようにレントンを誘う。
レントンはお金を出し、誘った3人と共にロンドンへ行き麻薬組織に麻薬を売却して大金を得る。
取引に成功した4人はパブに行き、レントンは友人達と一つのことを成し遂げた充足感を感じる。しかしベグビーはその場でいつも通りに喧嘩騒ぎを起こす。
その後4人はホテルで眠っていたが朝方一人目覚めていたレントンは取引で稼いだお金を持ち逃げする。そして、今度こそは普通の生活をするということに思いをはせながら道を歩いていく。

## キャスト
| 役名                       | 俳優                     | 日本語吹替 |
| -------------------------- | ------------------------ | ---------- |
| マーク・レントン           | ユアン・マクレガー       | 平田広明   |
| ベグビー（フランク）       | ロバート・カーライル     | 檀臣幸     |
| シック・ボーイ（サイモン） | ジョニー・リー・ミラー   | 森川智之   |
| スパッド（ダニエル）       | ユエン・ブレムナー       | 小形満     |
| トミー                     | ケヴィン・マクキッド     | 成田剣     |
| ダイアン                   | ケリー・マクドナルド     | 篠原恵美   |
| スワニー                   | ピーター・マラン         | 石塚運昇   |
| マイキー・フォレスター     | アーヴィン・ウェルシュ   | 大川透     |
| レントンの父               | ジェームズ・コスモ       | 中庸助     |
| レントンの母               | アイリーン・ニコラス     |            |
| アリソン                   | スーザン・ヴィルダー     |            |
| リジー                     | ポーリーン・リンチ       |            |
| ゲイル                     | シャーリー・ヘンダーソン |            |
| ギャヴィン                 | スチュアート・マッカリ   |            |

## サウンドトラック
（第1集）
1. ラスト・フォー・ライフ - イギー・ポップ
2. ディープ・ブルー・デイ - ブライアン・イーノ
3. トレインスポッティング - プライマル・スクリーム
4. 銀河のアトミック - スリーパー
5. テンプテーション - ニュー・オーダー
6. ナイトクラビング - イギー・ポップ
7. シング - ブラー
8. パーフェクト・デイ - ルー・リード
9. マイル・エンド - パルプ
10. フォー・ホワット・ユー・ドリーム・オブ~フル・オン・ルネッサンス・ミックス - ベドロック・フィーチャリングKYO
11. 2:1 - エラスティカ
12. ア・ファイナル・ヒット - レフトフィールド
13. ボーン・スリッピー - アンダーワールド
14. クローゼット・ロマンティック - デーモン・アルバーン

（第2集）
1. Choose Life - PF Project
2. The Passenger - Iggy Pop
3. Dark And Long (Dark Train Mix) - underworld
4. Habanera - Car-Men
5. Statuesque - Sleeper
6. Golden Years - David Bowie
7. Think About The Way - Ice MC
8. A Final Hit - Leftfield
9. Temptation - Heaven 17
10. Night Clubbing (Baby Doc Remix) - Iggy Pop
11. Our Lips Are Sealed - The Fun Boy Three
12. Come Together - PF Project
13. Atmosphere - Joy Division
14. Inner City Life - Goldie
15. Born Slippy-Nuxx (Darren Prince Mix) - underworld

## 評価
レビュー・アグリゲーターのRotten Tomatoesでは89件のレビューで支持率は90%、平均点は8.30/10となった。Metacriticでは28件のレビューを基に加重平均値が83/100となった。